# Diplazium multigemmatum
Diplazium multigemmatum är en majbräkenväxtart som beskrevs av David Bruce Lellinger.
Diplazium multigemmatum ingår i släktet Diplazium och familjen Athyriaceae. Inga underarter finns listade i Catalogue of Life.